# LIGO
Đài quan trắc sóng hấp dẫn bằng giao thoa kế laser (tiếng Anh: Laser Interferometer Gravitational-Wave Observatory; LIGO) là một thí nghiệm vật lý quy mô lớn nhằm phát hiện trực tiếp sóng hấp dẫn. Đồng thành lập bởi ba nhà vật lý Kip Thorne, Ronald Drever tại Caltech và Rainer Weiss tại MIT vào năm 1992, LIGO là một dự án liên hợp giữa các nhà khoa học tại MIT, Caltech, và nhiều trường đại học viện nghiên cứu khác. Các nhà khoa học tham gia vào dự án và phân tích dữ liệu cho thiên văn sóng hấp dẫn được tổ chức trong Nhóm hợp tác Khoa học LIGO bao gồm hơn 900 nhà khoa học trên toàn thế giới. LIGO được tài trợ bởi Quỹ Khoa học Quốc gia (NSF), với những đóng góp quan trọng từ Hội đồng Khoa học và Công nghệ Anh, Hiệp hội Max Planck của Đức, và Hội đồng nghiên cứu Australia. Đến giữa tháng 9 năm 2015 "cơ sở thám trắc sóng hấp dẫn lớn nhất thế giới" đã hoàn thành đợt nâng cấp trong vòng 5 năm với chi phí 200 triệu US$ trong tổng chi phí của dự án là 620 triệu US$. LIGO là dự án lớn nhất và tham vọng nhất được tài trợ bởi NSF.
Giai đoạn đầu LIGO hoạt động từ năm 2002 đến năm 2010 và không phát hiện ra sóng hấp dẫn. Sau đó nó ngừng hoạt động trong nhiều năm để thực hiện việc nâng cấp và thay thế các thiết bị dò có độ nhạy cao hơn của giai đoạn "LIGO Tiên tiến" (Advance LIGO). Đến tháng 2 năm 2015, hai trạm thám trắc (một ở Livingston, Louisiana và một ở Hanford, Washington) đã hoàn thành việc nâng cấp và đi vào bước chạy thử. Ngày 18 tháng 9 năm 2015, LIGO Tiên tiến bắt đầu giai đoạn quan trắc khoa học với độ nhạy gấp bốn lần so với các giao thoa kế LIGO lần trước. Độ nhạy của nó sẽ dần được nâng cao cho đến khi đạt độ nhạy thiết kế vào năm 2021.
Trong một cuộc họp báo tổ chức bởi Quỹ Khoa học Quốc gia (NSF) và LIGO vào ngày 11 tháng 2 năm 2016, họ thông báo đã đo được trực tiếp sóng hấp dẫn trong ngày 14 tháng 9 năm 2015 từ kết quả của việc hai lỗ đen có khối lượng 29 và 36 lần khối lượng Mặt Trời,cách Trái Đất khoảng 1,3 tỷ năm ánh sáng sáp nhập vào nhau tạo thành một lỗ đen quay mới có khối lượng 62 lần khối lượng Mặt Trời.Trước đó,bức xạ hấp dẫn mang năng lượng tương đương với khối lượng bằng 3 lần khối lượng Mặt Trời được đo bởi 2 giao thoa kế laser ở Hanford và Livingston của LIGO,sau khi đồng bộ dữ liệu thì hai tín hiệu lệch nhau 7 mili giây.Tín hiệu do hệ lỗ đen này phát ra được công bố rằng có biên độ lớn hơn nhiều so với các sao neutron và kéo dài trong 0,2 giây.